# Otto Maria Polley
Otto Maria Polley (* 30. Mai 1910 in Feldkirchen in Kärnten; † 22. Jänner 1984 in Klagenfurt) war ein österreichischer Schriftsteller.

## Leben
Polley stammte aus einer Feldkirchener Bürgerfamilie. Nach seinem Studium (Philologie und Kunstgeschichte), das er mit Promotion abschloss, arbeitete er an zahlreichen Sammelbänden und Zeitschriften.
Bekannt wurde er durch seine Bücher über Kärnten sowie durch Erzählungen und Romane. Zudem war er als Übersetzer aus dem Italienischen und Friaulschen tätig. Aus seinem Gedichtband Morgengesang wurden einige Stücke vertont.
Am 14. Mai 1938 beantragte er die Aufnahme in die NSDAP und wurde rückwirkend zum 1. Mai desselben Jahres aufgenommen (Mitgliedsnummer 6.350.423).
Polley war bis 1970 Leiter der Kulturabteilung der Kärntner Landesregierung und lebte bis zu seinem Tod in Klagenfurt.

## Werke
- Geschichte einer Weltreise. 1932
- Das Abenteuer im Blut. Bocksprung in eine Sommerlandschaft. Roman. G.Grote’sche Verlagsbuchhandlung, Berlin 1934
- Das neue Haus. Eine Ehegeschichte. Roman. G.Grote’sche Verlagsbuchhandlung, Berlin 1935
- Der Wald. Zwei Kärntner Novellen. Wiener Verlag, Wien 1943
- Gast bei den Göttern. Erzählungen von südlichen Reisen. Eduard Kaiser Verlag, Klagenfurt 1947
- Sieben Tage Kärnten. Erzählung eines Landes. Eduard Kaiser Verlag, Klagenfurt 1947
- Das ist Kärnten. Reise-Bildband. Kärntner Druckerei, Klagenfurt 1970
- Morgengesang. Gedichte der Jugend (1931-1945). Lyrik. J.-F.-Perkonig-Ges., Klagenfurt, 1977

## Auszeichnungen
- Erzählerpreis der Zeitschrift die neue linie (1940)